# The Elder Scrolls IV: Oblivion
The Elder Scrolls IV: Oblivion или само Oblivion (буквалан превод на српски: Заборав) јесте фантазијска RPG рачунарска игра. Игру је развио Bethesda Game Studios, а издали су је Bethesda Softworks и Take-Two Interactive потпомогнути са 2K Games. Игра је четврти наставак The Elder Scrolls серије игара. Oblivion је издат 20. марта 2006. године за Microsoft Windows и Xbox 360. Верзија за PlayStation 3 је издата 20. марта у Северној Америци, а 27. априла 2007. у Европи. После мањих експанзија, издата је главна експанзија Shivering Isles.
Главна прича Oblivion-а врти се око напора главног играча да заустави фанатички култ који планира да отвори капије пакленог света — Заборава (енгл. Oblivion) — и ослободи страхоте тог света на свет смртника. Игра наставља традицију отвореног света других игара франшизе The Elder Scrolls; играчу је дозвољено да путује било где у свету игре и да у било ком тренутку игнорише или одложи главну причу било кад.Као и увек циљ играча је да унапреде вештине свога лика , које служе као бројни приказ неких способности. Рано у току игрице седам способности је одабрано као главне вештине , док се остале зову ниже вештине. Програмери су се определили за ужи корак у игривости и већи фокус на заплет него у претходним насловима.
Развој Oblivion-а почео је 2002 , одмах након објављивања Моrrowind-а. Да би постигао циљеве дизајнирања „оштре графике”, Bethesda је користила унапређени Havok физички погон, светлост високог динамичког распона, процедуралне алатке за генерацију садржаја које дозвољавају програмерима да брзо креирају детаљне пределе, и систем Radiant A.I., који је омогућио ликовима неконтролисаним од стране играча (споредни ликови, NPCs) да праве одлуке и понашају се сложеније него у претходним насловима. Игра садржи NPC-јеве, сваког са снимљеним гласом, по први пут у серијалу и музику награђиваног композитора Џеремија Соула (енгл. Jeremy Soul). Уопште гледано, Oblivion је добио добре критике као и велики број индустријских и награда магазина и других публикација. Игра је хваљена због своје импресивне графике, огромног света и функционисања NPC-јева. За месец дана, игра је продана у преко 1,7 милиона копија, а до 11. новембра, продала преко 3,5 милиона.
Током 2007. године најављено је Тhe Game of the Year издање игре. У Северној Америци и Европи, игра је објављена у септембру 2007, за Xbox 360 и PC а потом у октобру 2007. за PS3; у Аустралији, је објављена у септембру 2007, за Xbox 360 и PC и у децембру 2007. за PS3. Такође је објављена на Steam-у 16. јуна 2009. Издање Oblivion-а поводом пете годишњице најављено је и објављено у Северној Америци у јулу 2011. и у Европи два месеца касније. Након Oblivion-а објављен је The Elder Scrolls V: Skyrim 2011. године.

## Гејмплеј
Oblivion је RPG игра отвореног света која укључује нелинеарно испричану причу. Играч може да прати споредне задатке, комуницира са NPC-ијевима (ен. NPC: Non-player character), убија чудовишта, развија свог лика и путује било где у провинцији Сиродил, у било којем тренутку времена током игре, под условом да подручја нису специфична за одређене задатке током игре или на други начин недоступна за истраживање. Игра се никада не завршава, а играч може наставити да игра након обављања главне мисије. Игра укључује систем брзог путовања, у којем се икона појављује на мапи света игре сваки пут када играч посети нову локацију. Ово искључује главне градове у свету игре који су већ откључани за брзо путовање од почетка игре. Играч може тренутно да стигне на жељену локацију одабиром иконе на мапи.
Развој лика је примарни елемент Oblivion-a. На почетку игре, играчи бирају једну од десет хуманоидних или антропоморфних раса, од којих свака има различите природне способности, и креирају изглед свог лика. Стални циљ за играче је да побољшају вештине свог лика, које су нумерички прикази њихових способности у одређеним областима. Седам вештина се бира рано у игри као главне вештине, док се остатак назива мањим. Играчи напредују сваки пут када побољшају своје главне вештине за укупно десет поена; ово пружа могућност да се побољшају њихови атрибути. Атрибути су шире карактеристике лика, као што су брзина и издржљивост, док су вештине специфичније, као што су оружар или атлетика. Стања као што су болест и отров могу ослабити играчеве атрибуте. Када играчи достигну 25, 50, 75 или 100 поена у једној вештини, они откључавају нове способности.
Игра има 21 вештине равномерно распоређене у у категорије борбе, магије и скровитости, а многе вештине допуњују више од једне области. Борбене вештине се првенствено користе за битке и укључују коришћење оклопа и тешког оружја као што су мачеви, бодежи, секире, буздовани и чекићи. Магијске вештине се ослањају на коришћење чини да би се утицало на физички свет, да би се утицало на умове других, да би се повредили и ослабили непријатељи, да би се позвала чудовишта да помогну у борби са непријатељима као и да се залече ране. Скровите вештине омогућавају играчу да обијају браве, ценкају се за робу, користи говор да манипулише људима и примењује лукавство у борби користећи лук и стрелу или напад из заседе. Чаролије, оружје и други алати које играч треба да употреби и побољша ове вештине, као што су алатке са обијање брава, могу се купити у продавницама, украсти од NPC-а или наћи као плен на телима непријатеља или у тамницама.
Oblivion се може играти у првом или трећем лицу, осим у верзији за мобилни телефон, у којој се игра може играти само у изометријској пројекцији. Играч може променити ниво тежине игре у било којем тренутку, чиме ће се ослабити противници и повећати шансе за успех одређене акције. На екрану се стално приказује дисплеј са информацијама, који пружа информације о здрављу, капацитетима за магију и стању умора лика, што се све може повећати подизањем нивоа. Здравље се може обновити чаролијама, напицима или мировањем; потпуни губитак нивоа здравља доводи до смрти лика. Магија се исцрпљује употребом чини; ниво магије се временом обнавља природним путем, али се може обновити на сличан начин као и здравље. Умор утиче на ефикасност лика у борби и општу ефикасност, а може се ублажити мировањем, напицима и чаролијама.
Широм света у игри постоје различити непријатељи, укључујући стандардна фантастична чудовишта као што су импови и гоблини, и животиње као што су медведи и вукови. Непријатељи постају јачи, а оружје и оклоп ефикаснији како играч напредује. Ова механика игре скалирања нивоа је уграђена да би се одржао константан и одмерен ниво тежине игре. Међутим скалирање нивоа током развоја лика у комбинацији са системом нивелирања је било критиковано, јер има потенцијал да дебалансира игру; ликови са великим вештинама које се повећавају по фабричким подешавањима, као што су атлетика или оклоп, могу открити да им ниво лика брзо расте, чинећи непријатеље пропорционално тежим.

## Прича
Радња игре је смештена у Трећу еру, шест година након догађаја у Тhe Elder Scrolls III: Morrowind, иако не представља директан наставак на ранију или било коју другу игру. Радња игре је смештена је у Сиродил — провинцији Тамриел, континенту на коме су се до сада одиграле све игре у серији.
Прича почиње тако што је играч затворен у ћелију због непознатог злочина. Цар Уриел Септим VII (Патрик Стјуарт), у пратњи својих телохранитеља познатих као Блејдс, стиже у затвор, бежећи од убица који су убили три царева сина и сада желе да убију њега. Цар и Блејдс откривају да играчева затворска ћелија садржи тајни улаз у део градске канализације који функционише као скривени пут за бекство. Након помиловања од цара, играч прати групу у канализацију, где их нападају убице. Капетан Блејдса је убијен током борбе која је уследила. Знајући да му је суђено да умре од руку убица, Уриел Септим поверава играчу амајлију краљева, који су носили цареви Септима из Тамриела, и наређује играчу да га однесе човеку по имену Џофри (Ралф Кошам), велемајстор Блејдса, у Вејнон Приори. Одмах затим, један од атентатора убија цара. Играч бежи из канализације и креће у отворени свет Сиродила.
Непостојање наследника Уриела Септима прекршило је стари савез — баријеру за Обливион, опасно мрачно царство у другој димензији. Отвара се више капија ка Обливиону, почиње инвазија на Тамриел од стране магичних створења познатих као Даедра, које убијају и уништавају све што им се нађе на путу. Жофре каже играчу да је једини начин да трајно затвори капије да пронађе некога из краљевске крвне лозе да поново преузме трон и поново запали Змајеве ватре— амајлијом краљева — у Царском граду. Међутим, постоји ванбрачни син по имену Мартин (Шон Бин), који је свештеник у граду Квачу. По доласку у Квач, играч открива да су Даедра уништили град и да је остало врло мало преживелих грађана. Огромна капија Обливиона омета главни улаз у град, а играч мора да уђе кроз капију у Дедлендс— један од  светова Обливиона — како би је затворио изнутра и омогућио приступ граду. Након што затвори капију, играч улази у Квач и узима га назад од Даедре уз помоћ преживелих гардиста. Мартин је преживео, а играч га наговара да дође у Веинон Прајори.
Играч, који је сада препознат као Херој Квача, враћа се у Веинон Приори са Мартином, откривајући да су га напали убице и да је Амулет краљева украден. Играч прати Јауффреа и Мартина до храма владара облака, упоришта Бладеса. Тамо је Мартин признат као цар и добио је команду над Блејдсима. Играч се опционо убацује у њихове редове и креће у потрагу за амајлијом. Након прикупљања информација, играч сазнаје да је група одговорна за убиство Уриела Септима и крађу амајлије Митска зора, култ посвећен обожавању Мехрунеса Дагона, Даедричког принца уништења. Култ верује да је Дагон прави творац света и жели да га „прочисти” од свих нечистоћа. Убиство цара и на тај начин уклањање баријера ка Обливиону био је први корак у реализацији ове идеје. Играч покушава да се инфилтрира у тајно место окупљања култа у нади да ће добити амајлију. Када играч то уради, вођа култа, Манкар Каморан (Теренс Стамп), бежи кроз портал и односи амајлију са собом. Играч доноси књигу која је отворила портал Мартину, који закључује како да поново отвори портал. Играч тражи три кључна артефакта неопходна за рекреацију портала: Даедрски артефакт, Крв божанстава (у овом случају, оклоп првог императора Септима служи као замена) и велики велкиндски камен. Пошто су сва три враћена, Мартин открива да је потребан последњи артефакт: велики сиџил камен из унутрашњости Велике капије, сличан оном који је разорио Квач. Мартин и Жофре одлучују да дозволе да Даедра нападне град Бруму како би се отворила Велика капија. Када се то деси, играч добија камен и затвара капију, такође спашавајући град.
Портал се креира у храму владара облака, а играч се шаље у створено царство раја Манкара Каморана. Након што заобиђе Даедру, чланове Митске зоре и препреке, играч се суочава са Камораном и убија га. Играч враћа амајлију краљева Мартину, а они након тога путују у Царски град са Блејдсима у циљу да поново запале Змајеве ватре и окончају инвазију Даедри. Проналазе град под нападом Даедри и огромног аватара самог Мехрунеса Дагона. Играч и Мартин се пробијају до Храма Једног. Тамо се Мартин жали да су немоћни против Дагоновог аватара и објашњава да га могу победити само на један начин. Он се опрашта од играча и разбија амајлију краљева, стапајући се са духом Акатоша, змаја-бога времена, постајући тако Акатошев аватар. Након битке, Акатош баца Дагона назад у Обливион и испушта снажан урлик пре него што се претвори у камен. Мартин, чију је душу прогутала амајлија, улази у загробни живот да би се придружио својим прецима. У телепатском монологу играчу, он баца оптимистично светло, објашњавајући да све док је амајлија краљева уништена и трон упражњен, капије Обливиона су заувек затворене, а будућност Тамриела сада лежи у рукама играча. Високи канцелар Царства искрено захваљује играчу на њиховој служби током кризе и проглашава их седмим шампионом Сиродила.

## Развој
Игру је развила америчка софтверска компанија Bethesda Softworks. Водећи дизајнер Моровинда Кен Ролстон, надгледао је рад развојног тима. PC и Xbox 360 верзију игре су заједнички објавили 2K Games и Bethesda. Рад на Oblivion-у почео је убрзо након изласка Morrowind-a 2002. године. До средине септембра 2004, Oblivion је званично најављен и јавности је представљен наслов игре.
Током развоја Oblivion-а, Bethesda се концентрисала на стварање система са реалистичнијом причом, веродостојнијим ликовима и смисленим потрагама него што је то било у прошлости. У поређењу са претходним насловима у серији, игра има побољшану вештачку интелигенцију захваљујући коришћењу софтвера Radiant AI у власништву Bethesda, и побољшану физику коју омогућава Хавок физички погон. Графика користи предности напредних рутина осветљења и сенки као што су рендеровање високог динамичког опсега (HDR) и спекуларна мапа. Bethesda је развила и имплементирала процедуралне алате за креирање садржаја у изградњи терена игре, што је довело до убрзаног креирања пејзажа који су сложенији и реалистичнији него у претходним насловима.
Док су дизајнирали пејзаж и архитектуру Oblivion-а, програмери су радили на основу личних фотографија са путовања, књига о природи, слика текстура и референтним фотографијама. Процедурални алати за генерисање садржаја који се користе у продукцији омогућили су стварање реалистичних окружења много бржим темпом него што је то био случај са Morrowind-ом. Алгоритми за ерозију уграђени у алатке за генерисање омогућили су брзо и лако креирање кршевитог терена, замењујући  вештачки широко поравнат терен раније игре из серијала.
Раздаљина гледања током играња је у игри далеко већа него код раније игре из франшизе. Видик играча је проширен до хоризонта и током играња поглед се пружа на удаљене градове и планинске ланце. Према Мајкрософтовом саопштењу за штампу, величина игре је отприлике 41 квадратни километар. Додане су мисије у дивљини, рушевине и тамнице како би се попунио вишак простора. Садржај у деловима игре испод земље је гушће збијен него у Morrowind-у, са повећањем учесталости сусрета са створењима, NPC-ијвима везаних за мисију и са више загонетки. Међутим, популација коју играч среће у Oblivion-у не одговара „хиљадама и хиљадама“ описаним у претходној литератури у игри. Развојни тим је одлучио да постави NPC популацију на ниво који ће омогућити добро играње, а не онај који би одговарао лору игре, пошто би присуство великог броја NPC-а на екрану изазвало успоравање игре.
Као одговор на критике да је понашање NPC-а било превише поједностављено у ранијој игри серијала, Bethesda је развила Radiant AI систем за Oblivion. NPC-ијеви су дизајнирани да праве изборе, уместо да се понашају по скриптованим рутинским операцијама како би постигли унапред одређене циљеве. Начин на који се испуњавају циљеви као што су једење, спавање, читање и разговор са другима зависи од окружења, избора других NPC-а и програмираних вредности личности. На пример, NPC чији је циљ да пронађе храну може на крају да прибегне крађи, ако се укаже прилика и ако је то у њиховом карактеру. Ова развојна механика је омогућила стварање NPC-ове омогућених да се баве сложеним активностима.

## Аудио
У игри су гласове ликовима позајмили Патрик Стјуарт, Линда Картер, Шон Бин, Теренс Стамп. На ангажовању познатих глумаца и продукцијом гласовних улога радио је Blindlight. Гласовна глума у игри је добила помешане критике у штампи специјализованом за видео игре. Док су многе публикације хвалиле гласовну глуму као одличну, друге су имале замерку на конто репетитивности. Овај проблем је објашњен малим бројем ангажованих гласовних глумаца и млакости самог дијалога. Главни дизајнер игре Кен Ролстон је јавности открио да је план да се игра у потпуности изрази кроз гласовну глуму мање флексибилан, мање погодан за корисничко искуство као и више ограничавајући за продукцију игре и даља питања везана за ауторска права. Ролстон је ублажио своју критику сугестијом да гласовна глума „може бити моћно изражајно средство“ те да може значајно допринети шарму и амбијенту игре. Он је изјавио: „Више волим делимично снимљени дијалог Morrowind-а, из много разлога. Али речено ми да је дијалог ликова потпуно покривен гласовном глумом оно што клинци желе."
Музику за Oblivion компоновао је Џереми Соул, главни композитор игара ES. Његове раније композиције за видео игре освојиле су награду Британске академије филмске и телевизијске уметности (БАФТА) у категорији „Музика за игре“ као и две номинације за  награду за оригиналну музичку композицију Академије интерактивних уметности & наука (AIAC). Музика за Oblivion садржи 26 нумера у трајању од 58 минута. Композиције су објављене  марта 2006. преко Соуловог дигиталног дистрибутера DirectSong. Соул је радио заједно са Bethesda и Тодом Хауардом током стварања Morrowind-a. У саопштењу за јавност у којем је најављен његов рад на игри, Соул је поновио своје речи приликом саопштења за штампу за претходну игру из серијала Morrowind: „Запањујући, епски квалитет The Elder Scrolls серијала је посебно компатибилна са великим, оркестарским стилом музике у којој највише уживам да компонујем." Као и у својим композицијама за Morrowind, Соул је одлучио да створи меку и минималистичку партитуру како не би истрошио уши корисника. Соул је изјавио да приликом компоновања музике није замишљао никакве специфичне ликове или догађаје; него је желео да „коментарише људско стање и лепоту живота“. У интервјуу из 2006. испричао је да је та жеља настала као резултат саобраћајне несреће која му се догодила у периоду када је компоновао партитуре. Рекао је: „На крају сам се неколико пута котрљао у свом аутомобилу на међудржавној магистрали док сам стрмоглаво летео у надолазећи саобраћај... Нисам осећао страх... Једноставно сам самом себи признао да сам имао добар живот и да ћу ускоро морати да се опростим од свега за неколико секунди." Соул је задобио само мање повреде у несрећи, али је прокоментарисао да је осећај који је имао током судара - да је живот заиста драгоцен - остао са њим током остатка компоновања.

## Маркетинг и дистрибуција
Јавни деби игре био је 18. маја 2005. на Electronic Entertainment Expo (Е3) у Лос Анђелесу. Верзија приказана на Е3 је била у суштини завршена; већина садржаја је већ била укључена у игру, недостајала је само углађеност гејмплеја која је постигнута током последњих месеци развоја игре. Већина гледалаца је била импресионирана приказивањем Oblivion-а, а игра је освојила бројне награде као „најбоља“ од разних новинара специјализованих за гејминг, међу којима су: GameSpy-ева титула „RPG Game of Show“, GameSpot-ова „Најбоља RPG“, IGN-ова „Најбоља PC RPG“, награда љубитеља RPG жанра „Overall Game of E3 2005”, као и престижна титула за „Најбољу RPG“ на Е3 Game Critics Awards 2005. године. Скоро финална верзија Oblivion-а је приказана у  склопу Мајкрософтовог Consumer Electronics Show шатора за штампу у јануару 2006. Том приликом је приказан екстеријер игре. У месецима пре објављивања, било је велико ишчекивање игре, а критичари су Oblivion описали као „прву игру следеће генерације“ што је само повећали пажњу коју је игра уживала. Пит Хајнс, потпредседник департмана за односе са јавношћу и маркетинг компаније Bethesda, рекао је: „Људи су очекивали да игра излечи слепило и залечи болесне.
2K Games су за циљ имале објављивање игре крајем 2005. како би могла да буде лансирана за Xbox 360. Званични датум објављивања за PC и Xbox 360 је првобитно био 22. новембар 2005, али су кашњења у развоју игре померила датум  на 20. март 2006. Верзија игре за мобилни телефон, коју је развио Superscape и објавио Vir2L Studios, објављена је 2. маја 2006. Верзија игре за конзолу Сони 3 објављена је 20. марта 2007. у Северној Америци и 27. априла 2007. у Европи. Ова верзија укључује графичка побољшања која су направљена од објављивања PC и Xbox 360 издања, а касније је похваљена због побољшане визуелне привлачности. PlayStation Portable верзија игре је такође била у развоју али је касније отказана.
На Е3 2007. најављено је Game of the Year издање игре. У Северној Америци и Европи, игра је објављена у септембру 2007, за Xbox 360 и PC, и у октобру 2007, за PS3; у Аустралији, објављен је у септембру 2007, за Xbox 360 и PC, а у децембру 2007, за PS3. Такође је објављен на Стим-у 16. јуна 2009. Издање Oblivion-a поводом пете годишњице најављено је и објављено у Северној Америци у јулу 2011. и у Европи два месеца касније.

### Промена старосне границе
Трећег маја 2006, Одбор за оцењивање софтвера за забаву (ESRB) у Северној Америци променио је оцену Oblivion-а са Т (Тинејџери 13+) на М (зрели 17+). У образложењу своје одлуку садржаје, игре који није узет у обзир током ESRB прегледу, односно „присуство у PC верзији игре закључаних уметничких датотеке која, ако јој се приступи коришћењем очигледно неовлашћеног алата треће стране, омогућава кориснику да играјте игру са верзијама женских ликова у топлесу." Као одговор на нови садржај, ESRB је извршио поновну проверу Oblivion-а, показујући својим рецензентима садржај који је ''Bethesda'' првобитно доставила заједно са новооткривеним садржајем.
ESRB је известио да ће Bethesda Softworks одмах обавестити све продавце о промени, издати налепнице за продавце и дистрибутере за означавање производа, приказати нову оцену у свим наредним испорукама производа и маркетингу, и креирати закрпу за преузимање која ће кожу у топлесу учинити недоступном. ''Bethesda'' је удовољила захтеву, али се није сложила са образложењем ESRB-а. Због ових промена, неки трговци на мало почели су да проверавају старосну доб купца пре продаје игре. Један калифорнијски посланик је искористио догађај да критикује неефикасност ESRB-а. Мајкл Зенке, уредник Slashdot се негативно критички изразио о ефекту ове промене и утицају која је имала на продају и развојни тим који је креирао игру.

## Додатни садржај
Почевши од априла 2006, Bethesda је објавила мале пакете додатног садржаја за преузимање (DLC) за игру. Садржаји се могу преузети са компанијине званичне странице  и преко Xbox Live Marketplace. Прво ажурирање је дошло као сет специјализованих оклопа за Oblivion-ове јахаће коње; објављено 3. априла 2006. Иако су играчи генерално прихватали концепт микроплаћања за преузимање садржаја у игри, многи су изразили своје незадовољство ценом коју су морали да плате за релативно мали пакет коњских оклопа. Хајнс је изјавио новинарима да Bethesda неће брзоплето одговорити на критике купаца. Нова издања су настављена до краја 2006, по нижим ценама и са богатијим садржајем, што је довело до бољег пријема у штампи специјализованом за игре. Преостали мали DLC пакети укључују сет различитих кућа, нове области испод земље и нове чаролије. Завршни пакет садржаја Oblivion-а објављен је 15. октобра 2007.
The Elder Scrolls IV: Knights of the Nine је званична експанзија објављена 21. новембра 2006. Може се преузети на Xbox Live marketplace и доступна је за PC рачунар кроз продају у објектима малопродаје. Садржај експанзије је укључен у изворну верзију објављену за конзолу Сони 3. Експанзију је развила, објавила и објавила Bethesda Softworks. Заплет експанзије за главни наратив има успон краља чаробњака Умарила и покушај играча да га победи уз помоћ реликвија изгубљеног крсташа. Иако је експанзија мало промена у односу на основну механику Oblivion-а, рецензенти су је оценили као кратак, али углађен додатак главној наративној линији игре.
The Elder Scrolls IV: Shivering Isles објављена је 27. марта 2007. за Windows и Xbox 360 и 8. децембра 2007. за PS3. Експанзија је донела више од 30 часова игре и садржи нове мисије, гласовну глуму, чудовишта, чаролије, оклопе и додатне слободе које су на играчу. У експанзији је садржана и нову земљу „која [играчи] могу да посматрају промене у складу са [својим] виталним одлукама о животу или смрти“. Shivering Isles одвијају се у царству лудила којим влада dаедрски принц Шеогорат. Принц даје задатак играчу да спаси краљевство од надолазеће катаклизме познате као Грејмарч.

## Пријем
| Агрегатор рецензија или публикација | Резултат                               |
| ----------------------------------- | -------------------------------------- |
| Метакритик                          | 94/100 (X360) 93/100 (PS3) 94/100 (PC) |
| 1Up.com                             | A                                      |
| AllGame                             | [ 119 ]                                |
| Famitsu                             | 38/40 (X360)                           |
| GameSpot                            | 9.6/10 (X360) 9.5/10 (PS3) 9.3/10 (PC) |
| GameSpy                             | [ 124 ] [ 125 ] [ 126 ]                |
| IGN                                 | 9.3/10 (X360) 9.2/10 (PS3) 9.3/10 (PC) |
| Official Xbox Magazine (САД)        | 9.5/10 (X360)                          |
| PC Gamer (САД)                      | 95/100 (PC)                            |

Oblivion је стекао универзално признање од критичара и игра је такође достигла комерцијални успех. Игра је продата у 1.7 милиона примерака до 10. априла 2006, а продато је преко 3 милиона примерака до јануара 2007. и преко 3,5 милиона до новембра 2011. Еlectronic Entertainment Design and Research, компанија за истраживање тржишта, процењује да је игра продата у 9,5 милиона примерака широм света.
Рецензенти су хвалили игру због импресивне графике, експанзивног света игара и добро осмишљених NPC-а. Уредник Eurogamer-а Кристан Рид изјавио је да игра „успешно обједињује неке од најбољих елемената RPG-a, авантуристичких и акционих игара и спаја их у немилосрдно импресивну и опојну целину“. Аутор портала GameSpot Грег Касавин написао је да је у поређењу са Morrowind, који је био једна од најбољих RPG игара које је видео годинама, „Oblivion бољи, толико да би чак и онима који иначе не би били заинтересовани за RPG игрице требало да буде тешко одолети да буду увучени у овај велики, прелепи, педантно израђени свет."  Џејсон Д'Април је у тексту за X-Play изјавио: „Све игре у овој серији су биле познате по големој пространости и слободи избора, али Elder Scrolls IV узима тај концепт и подиже га нови ниво“.
Уредништво GamesTM запазило је да је игра „у великој мери натопљена традицијом RPG-а, међутим, њена привлачност се протеже далеко изван хардкор RPG публике захваљујући лакоћи играња, безграничној амбицији и фокусираној пажњи на детаље“. Скот Тобијас из The A.V. Club-а написао је да игру „вреди играти због осећаја открића — свако окружење изгледа другачије од претходног и захтева нијансирану реакцију — што чини да акција откривања ствара зависност“. Особље GameZone-а је коментарисало како неко може да проведе много времена у игри тако што ће побољшати свој лик, обављати разне задатке и прилагођавати лика пре него што уопште започне главну мисију. Уредник IGN-а Чарлс Оњет похвалио је приповедање у игри и „лаку навигацију кроз меније“.
Упркос похвалама, Патрик Џојнт из 1UP.com критиковао је разговоре између NPC-а у игри и играча: „Када вас NPC поздрави са прилагођеним делом дијалога (као што је упозорење чувара), а затим се врати на стандардне реплике (нпр. весела упутства стражара упућена одмах после тог упозорења) то је неугодније од самог конзервираног дијалога." Дјук Ферис из Game Revolution-а је приметио да се „дијалози повремено понављају“, али је био импресиониран тиме што су програмери успели да уклопе много говорних дијалога у игру, при чему је већина оствареног „висококвалитетан рад“. Џустин Спир (GameSpy) је критиковао „ометајуће застоје у учитавању док се крећете кроз свет игара“ и дуго време учитавања игре. Спир је приметио неколико разних грешака, као што су ненамерни лебдећи објекти и несинхронизованост усана и говора. Onyett из IGN-а је критиковао дисјункцију између непријатеља чији ниво расте у складу са нивоом играча, а не играчевим борбеним способностима или нивоом NPC савезника. Такође је критиковао време учитавања и непрецизност у борбеном систему, али је навео да „ниједна од тих мањих критика не спречава да Oblivion буде потпуно пријатно, употребно једноставно, предивно искуство са довољно садржаја да бисте се враћали изнова и изнова."
Oblivion је освојио бројне награде у оквиру гејминг индустрије као и награде додељене од стране публикације. Године 2006. игра је награђена титулом „Игра године“ на G-Phoria Video Game Awards и Spike TV Video Game Awards. На 24. годишњој додели Golden Joystick Awards, Oblivion је добио награду за „PLAY.com Ultimate Game of the Year“, „Xbox Game of the Year“ и „ebuyer.com PC Game of the Year“. Игру је 1UP.com, G4, IGN, GameSpy, GameSpot, Game Revolution, PC Gamer, прогласио најбољом игром RPG жанра 2006. године. и игри је проглашена најбољом на Interactive Achievement Awards. Уредници часописа Computer Games Magazine доделили су Oblivion-у награде „Најбоља технологија“ и „Најбоља RPG игра“ за 2006. и прогласили је другом најбољом компјутерском игром године. Сумирали су игру као „незаборавно ремек-дело”. У 2007. години PC Gamer магазин је оценио Oblivion као број један на својој листи 100 најбољих игара свих времена. Поред награда које је освојила сама игра, гласовна глума Патрика Стјуарта који је тумачио улогу Уриела Септима освојила је награду „Спајк ТВ”, а музичка партитура композитора Џеремија Соула освојила је инаугуралну „МТВ видео музичку награду” за „најбољу оригиналну музику“ кроз међународне гласање публике.